# Viktor Goncharenko
Viktar Mikhaylavich Hancharenka - em bielorrusso, Віктар Міхайлавіч Ганчарэнка (Khoiniki, 10 de junho de 1977) é um treinador e ex-futebolista bielorrusso.
É mais conhecido por seu nome russificado dos tempos de URSS, Viktor Mikhaylovich Goncharenko (Виктор Михайлович Гончаренко, em russo).
Nascido em uma família de classe média, é filho de Mikhail Goncharenko - engenheiro da usina de Chernobyl morto em 1993 em consequências da radiação - e, apoiado por seu pai, entrou para as categorias de base com nove anos.

## Carreira de jogador
Antes de se tornar treinador, Goncharenko atuou pelo RUOR Minsk entre 1995 e 1997, antes de se transferir para o BATE Borisov. Liderou a zaga da equipe de 1998 a 2002, quando encerrou prematuramente a carreira em decorrência de diversas lesões. À época, Goncharenko possuía apenas 26 anos quando se aposentou.

## Fora das quatro linhas
Permaneceu no clube treinando as categorias de base. Ascendeu ao posto de auxiliar-técnico em 2007 e desde o mesmo ano, é o técnico do clube. Em 2008, aos 31 anos de idade, ele entrou para a história da Liga dos Campeões da Europa como o treinador mais jovem da competição.

## Vida pessoal
Na vida pessoal, Viktor Goncharenko é casado com Margarita e tem um filho.
Uma curiosidade é que quando perdeu seu passaporte uma vez, Goncharenko obteve um novo passaporte, mas com a data de nascimento errada. A data escrita no documento era 10 de setembro de 1977, mas a data de nascimento verdadeira era 10 de junho.

## Títulos
CSKA Moscou
- Supercopa da Rússia: 2018[2]